# Park City (Illinois)
Park City – miasto w Stanach Zjednoczonych, w stanie Illinois, w hrabstwie Lake.